# لي إس. جيمس
لي إس. جيمس (بالإنجليزية: Lee S. James)‏ هو لاعب غولف بريطاني، ولد في 27 يناير 1973 في بول في المملكة المتحدة.

## وصلات خارجية
- لي إس. جيمس على موقع رابطة أوروبا للاعبي الغولف المحترفين (الإنجليزية)
- لي إس. جيمس على موقع التصنيف العالمي الرسمي للغولف (الإنجليزية)